# Olof Stiernadler
Olof Stiernadler, tidigare  Unger, född i Viborg, död 8 oktober 1707, var en svensk ämbetsman.

## Biografi
Olof Stiernadler föddes i Viborg. Han var son till assessorn Johan Olofsson Unger och Sara Danielsdotter. Stiernadler blev 20 juni 1664 student vid Åbo akademi och blev 1671 skrivare i räkenskapskontoret i kammarrevisionen. Han blev 1686 kommissarie i kammarrevisionen och adlades 18 maj 1699 till Stiernadler, samt introducerades 1700 i Sveriges Riddarhus som nummer 1374. Stiernadler blev 14 mars 1700 assessor i kammarrevisionen. Han avled 1707.

### Familj
Stiernadler gifte sig första gången 6 juli 1684 i Stockholm med Brita Nilsdotter, dotter till sekreteraren Niklas Jönsson. De fick tillsammans barnen underofficeren Lennart Johan Stiernadler (död 1709) och Christina Charlotta Stiernadler som var gift med löjtnanten Christian Bagmyhl.
Han gifte sig andra gången med Johanna Catharina Gyldenbring (död 1736), dotter till kaptenen Erik Gyldenbring och friherrinnan Christina Maria Bergenhielm. De fick tillsammans sonen kammarskrivaren Carl Johan Stiernadler (1707–1731) vid Kammarkollegium.